# Élections municipales de 2017 dans la Capitale-Nationale
Les élections municipales québécoises de 2017 se déroulent le 5 novembre 2017. Elles permettent d'élire les maires et les conseillers de chacune des municipalités locales du Québec, ainsi que les préfets de quelques municipalités régionales de comté.

## Capitale-Nationale

### Les Éboulements
La campagne dans cette ville a fait les manchettes, puisque les deux candidats à la mairie portent le même nom, Pierre Tremblay.

### Québec
| Parti                             | Parti                             | Candidats                         | Voix    | %     |
| --------------------------------- | --------------------------------- | --------------------------------- | ------- | ----- |
|                                   | Équipe Labeaume                   | Régis Labeaume (Sortant)          | 113 760 | 55,27 |
|                                   | Québec 21                         | Jean-François Gosselin            | 56 875  | 27,63 |
|                                   | Démocratie Québec                 | Anne Guérette                     | 30 139  | 14,64 |
|                                   | Option Capitale-Nationale         | Nicolas Lavigne-Lefebvre          | 2 927   | 1,42  |
|                                   | Alliance citoyenne de Québec      | Daniel Brisson                    | 1 253   | 0,61  |
|                                   | Indépendant                       | Claude Gagnon                     | 874     | 0,42  |
|                                   |                                   |                                   |         |       |
| Votes valides                     | Votes valides                     | Votes valides                     | 205 828 | 98,62 |
| Bulletins rejetés                 | Bulletins rejetés                 | Bulletins rejetés                 | 2 890   | 1,38  |
| Total                             | Total                             | Total                             | 208 718 | 100   |
| Abstention                        | Abstention                        | Abstention                        | 201 427 | 49,11 |
| Nombre d'inscrits / participation | Nombre d'inscrits / participation | Nombre d'inscrits / participation | 410 145 | 50,89 |

| Parti                             | Parti                             | Candidats                         | Voix    | %     | +/-   | Sièges | +/-           |
| --------------------------------- | --------------------------------- | --------------------------------- | ------- | ----- | ----- | ------ | ------------- |
|                                   | Équipe Labeaume                   | 20                                | 96 961  | 47,24 | 14,25 | 17     | 1             |
|                                   | Québec 21                         | 21                                | 62 123  | 30,26 | Nv.   | 2      | Nv.           |
|                                   | Démocratie Québec                 | 21                                | 33 112  | 16,13 | 14,05 | 1      | 2             |
|                                   | Option Capitale-Nationale         | 21                                | 4 309   | 2,10  | Nv.   | 0      | Nv.           |
|                                   | Alliance citoyenne de Québec      | 12                                | 1 335   | 0,65  | 0,21  | 0      | en stagnation |
|                                   | Indépendants                      | 7                                 | 7 428   | 3,62  | 4,27  | 1      | 1             |
|                                   |                                   |                                   |         |       |       |        |               |
| Votes valides                     | Votes valides                     | Votes valides                     | 205 268 | 98,35 |       |        |               |
| Bulletins rejetés                 | Bulletins rejetés                 | Bulletins rejetés                 | 3 450   | 1,65  |       |        |               |
| Total                             | Total                             | Total                             | 208 718 | 100   | -     | 21     | -             |
| Abstention                        | Abstention                        | Abstention                        | 201 427 | 49,11 |       |        |               |
| Nombre d'inscrits / participation | Nombre d'inscrits / participation | Nombre d'inscrits / participation | 410 145 | 50,89 |       |        |               |